# Dorothiinae
Dorothiinae es una subfamilia de foraminíferos bentónicos de la familia Eggerellidae, de la superfamilia Eggerelloidea, del suborden Textulariina y del orden Textulariida. Su rango cronoestratigráfico abarca desde el Valanginiense (Cretácico inferior) hasta la Actualidad.

## Discusión
Clasificaciones previas incluían Dorothiinae en la superfamilia Textularioidea, del suborden Textulariina y del orden Textulariida.

## Clasificación
Dorothiinae incluye a los siguientes géneros:
- Arenodosaria †
- Bannerella
- Dorothia †
- Histerammina †
- Marssonella †
- Matanzia †
- Pseudomorulaeplecta †